# Afrodisias
Afrodisias (en griego antiguo: Ἀφροδισιάς, romanizado: Afrodisiás) fue una pequeña antigua ciudad griega en Caria. Hoy día se encuentra cerca de la aldea moderna de Geyre, Turquía, a unos 230 km (142,9 mi) al sureste de Esmirna y a unos 100 km (62,1 mi) de la costa del mar Egeo.
Afrodisias recibe su nombre de Afrodita la diosa griega del amor, cuya estatua residía en su templo ahí ubicado. De acuerdo a una compilación enciclopédica llamada la Suda, antes de llamarse Afrodisias, la ciudad tuvo otros tres nombres: Ciudad de los Léleges (Λελέγων πόλις, Lelégōn Pólis), (La Gran Ciudad (Μεγάλη Πόλις, Megálē Pólis), y «Ninóe» (Νινόη, Ninóē).
Alrededor del año 640 durante la Antigüedad tardía, la ciudad recibió el nombre de Estaurópolis (en griego antiguo: Σταυρούπολις, romanizado: Stauroúpolis) o sea «Ciudad de la Cruz».

## Historia
La ciudad fue construida cerca de una cantera de mármol que fue utilizada extensamente durante la época helenística y del Imperio romano. Las esculturas hechas a partir de éste, convirtieron a Afrodisias en un centro artístico famoso durante la era romana. Se han excavado varios ejemplos de estatuario en Afrodisias, al igual que varias representaciones de la Afrodita de Afrodisias que sobreviven aún en otras partes del mundo romano, en lugares tan lejanos como Civitas Pacensis en Lusitania (Beja, Portugal).
Afrodisias fue centro del paganismo hasta finales del siglo V. Fue destruida por un terremoto dos siglos más tarde y nunca recuperó su prosperidad, reduciendo su tamaño a un pequeño asentamiento fortificado en las ruinas del antiguo teatro. Por esta época fue renombrada como Estaurópolis para eliminar sus connotaciones paganas, aunque en el siglo VIII se la llamaba Caria por la región, que más tarde daría lugar a su nombre turco, Geyre. En tiempos bizantinos fue sede de la archidiócesis de Estaurópolis.
Afrodisias fue saqueada por el rebelde Teodoro Mangafas en 1188 y por los turcos selyúcidas en 1197. Finalmente cayó bajo dominio turco a finales del siglo XIII.

### Historia geológica
El sitio está en una zona de terremotos y ha sufrido daños a través de la historia, especialmente en el siglo IV y el siglo VII. Durante los terremotos del siglo IV la hidrología del terreno se alteró a tal punto que causó inundaciones en ciertas partes de la ciudad. Todavía existe evidencia de que se instaló plomería de emergencia para combatir las inundaciones.
Aun así, Afrodisias no logró recuperarse del terremoto del siglo VII y cayó en decadencia. Con el pasar del tiempo, parte del antiguo sitio fue ocupado por la aldea llamada Geyre. En el siglo XX se desalojaron varias de las casas que cubrían el terreno para continuar con las excavaciones y se construyó una nueva aldea con el mismo nombre (Geyre) a pocos minutos del lugar.

### Historia eclesiástica
Michel Le Quien (Oriens christianus, I, 899-904) menciona a veinte obispos de esta sede, entre los cuales constaban:
- Amonio en el Primer Concilio de Nicea en el 325
- Eumenio en el Primer Concilio de Constantinopla en el 381
- Ciro en el Primer Concilio de Éfeso en el 431
- Critoniano en el Concilio de Calcedonia en el 451
- Severiano en el Segundo Concilio de Constantinopla en el 553
- Efraín de Caria, un poeta litúrgico

Se menciona también a un obispo llamado Teopropio en una inscripción (Revue des études grecques (Revista de estudios griegos), XIX, 298).
En el siglo VII Estaurópoli tuvo veintiocho obispos sufragáneos y veintiséis a principios del siglo X. Entre 1356 y 1361 el obispo metropolitano abandonó la sede, aunque mantuvo el título por mucho tiempo y recibió ingresos de otras iglesias. Isaías de Estaurópoli asistió al Concilio de Florencia en 1439, pero huyó para no firmar el decreto de unión. Estaurópoli es todavía una sede titular metropolitana de la Iglesia católica de la antigua provincia romana de Caria.

## Edificios y estructuras sobresalientes
También existen edificios importantes como el teatro, el palacio episcopal, el museo de Afrodisias, entre otros.
- Palacio Episcopal
- El Ágora: Área pública o mercado ubicada entre el Templo de Afrodita y la acrópolis, data del siglo I a. C.
- El Teatro: Su construcción terminó en el 27 a. C. y fue modificado durante el siglo II para juegos gladitoriales.
- El Museo de Afrodisias: Edificio moderno que alberga los hallazgos de Afrodisias.

### El templo de Afrodita
El templo de Afrodita fue y sigue siendo el punto principal del sitio, pero el carácter del edificio se alteró cuando se convirtió en una basílica cristiana. Los escultores de Afrodisias eran célebres y se beneficiaron de la gran abundancia de mármol en las montañas cercanas. La escuela de escultura de la ciudad produjo bastantes obras, muchas de las cuales todavía se pueden apreciar en el sitio y en el museo de la ciudad. Durante las excavaciones se encontraron muchas estatuas completas en el área del ágora y estatuas sin terminar en un área que señala el sitio de una escuela de escultura. También se han hallado sarcófagos en varios puntos de la ciudad, la mayor parte de ellos con diseños que constan de guirnaldas y columnas, al igual que pilares con diseños descritos como «manuscritos humanos» o «vivientes», representando personas, pájaros y animales envueltos en hojas de acanto.

### El Sebasteión
Fue un complejo religioso dedicado al culto de César Augusto, con estructuras añadidas durante el reinado de Claudio y el de Nerón. Se le conocía como Sebasteión o Augusteo (Augusteum), y fue dedicado conjuntamente a Afrodita, los divinos augustos y al pueblo, según una inscripción en su propilea. Un relieve encontrado en las ruinas del pórtico sur representaba la personificación de la pólis sacrificando a la estatua del culto de Afrodita de Afrodisias, venerada como promētōr, «madre primera» o «madre ancestral». Según un lector de Caritón, «Afrodita representa la fuerza cósmica que integra el poderío imperial con el poderío de la élite local. Esta conexión entre la diosa y el domus imperial formaba parte de una política particular de esa época, ya que los miembros de la Gens Julia, la familia de Julio César y Octaviano, proclamaban ser descendientes divinos de Venus (Afrodita).

### Las termas de Adriano
Estas termas fueron construidas durante el reinado del emperador Adriano en el siglo II.

### El tetrapilonos
El tetrapilonos fue construido como entrada ornamental durante el siglo II en la calzada principal norte-sur y daba a un enorme atrio en frente del Templo o Santuario de Afrodita. Su construcción data del año 200 d. C.

### El bouleterión
El bouleterión (consejo municipal) u odeón, está ubicado en el lado norte del ágora septentrional. Sus restos actuales están constituidos por un auditorio semicircular con un escenario bajo de unos 46 m de ancho. La parte inferior del auditorio yace intacta con nueve filas de asientos de mármol divididas en cinco secciones por escaleras radiales. Las doce filas de asientos superiores colapsaron con sus bóvedas de apoyo. El edificio consiste de un plano abierto, con varias entradas en la planta baja y escaleras para acceder las filas de asientos en la parte superior. Un sistema de estribos masivos demuestra que el techo del edificio consistía de una bóveda. El auditorio se iluminaba por luz que entraba por una serie de ventanas altas y arqueadas en el muro curvo exterior. Se estima que cabían unas 1750 personas.
Según la evidencia arqueológica, la construcción del buleterión data a la época de los Antoninos o principios de la Severa (tardío siglo II o temprano siglo III). La scaenae frons (fachada escénica) fue puesto definitivamente durante este período, según el estilo de la ornamentación escultural y arquitectónica. Los pedestales de estatuas en los muros de retención del auditorio portaban los nombres de dos hermanos senadores de principios de la era de la dinastía Severa y dos bases con inscripciones puestas simétricamente contra la fachada exterior, portaban las estatuas de Claudia Antonia Tatiana y su tío Lucio Antonio Domecino (benefactores de Afrodisias), que vivieron alrededor del siglo II. Se sabe que Tatiana tuvo enlaces estrechos con Éfeso y es probable que la similitud entre este edificio y el buleterión del ágora cívica de la última, datada por una inscripción a mediados del siglo II, fueron iniciativa de esta dama. No se sabe qué estuvo ubicado en el sitio del buleterión antes del siglo II, pero probablemente el edificio actual sirvió para reemplazar uno más pequeño contemporáneo al diseño del ágora en el siglo I a.d. C.
El buleterión de Afrodisias mantuvo su forma hasta el siglo V cuando un oficial cívico lo transformó en una palestra, según una inscripción encontrada en la moldura superior del escenario (pulpitum) en el que registra el hecho. Aunque palestra se refería a una cancha de lucha, en el siglo V se refería también a un salón para lecturas, espectáculos y otros tipos de competencias artísticas según lo sugieren las inscripciones de los fanáticos encontradas en los asientos. También existen agujeros en algunos de los asientos lo cual sugiere que el techo había desaparecido y que los agujeros eran para meter palos que aguantaban un techo de lona. El nivel de la orquesta se bajó y se le proveyó de un piso de mármol, quizás reciclado de una fase de construcción anterior.

### Estadio
El estadio se utilizó para eventos deportivos hasta que el teatro fue dañado irreparablemente durante un terremoto ocurrido en el siglo VII, lo que requirió que parte del estadio se remodelara para acaparar eventos teatrales. Medía unos 270 m x 60 m de ancho. Contaba con 30 filas de asientos en cada lado y en cada extremo, lo que significaba que podía albergar unos 30 000 espectadores. La pista medía unos 225 m x 30 m. Ya que el estadio es aún más grande y su estructura más extensa que el del santuario de Apolo en Delfos, se considera como uno de los mejores preservados en la cuenca mediterránea.

## Galería

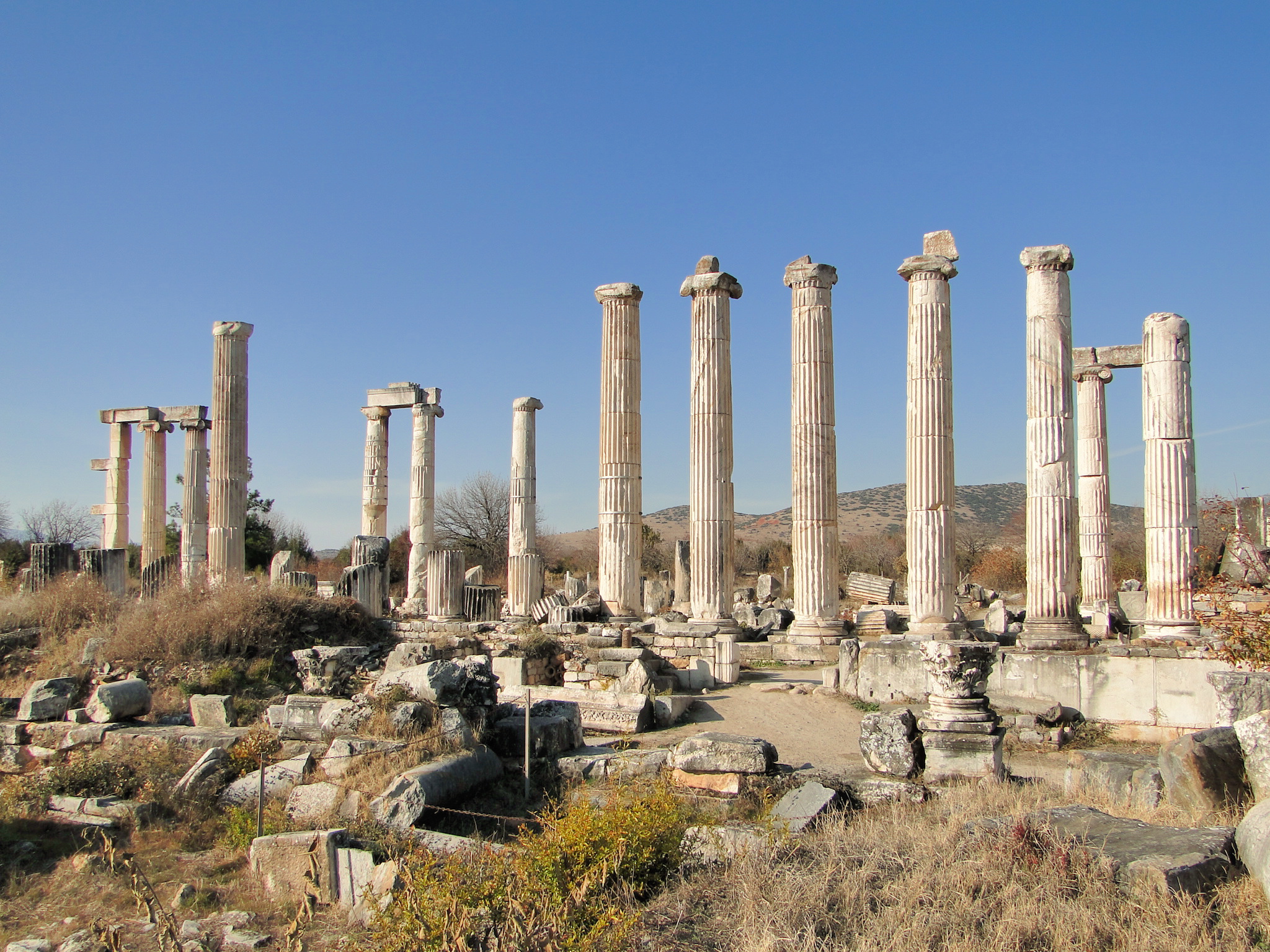
El templo de Afrodita.
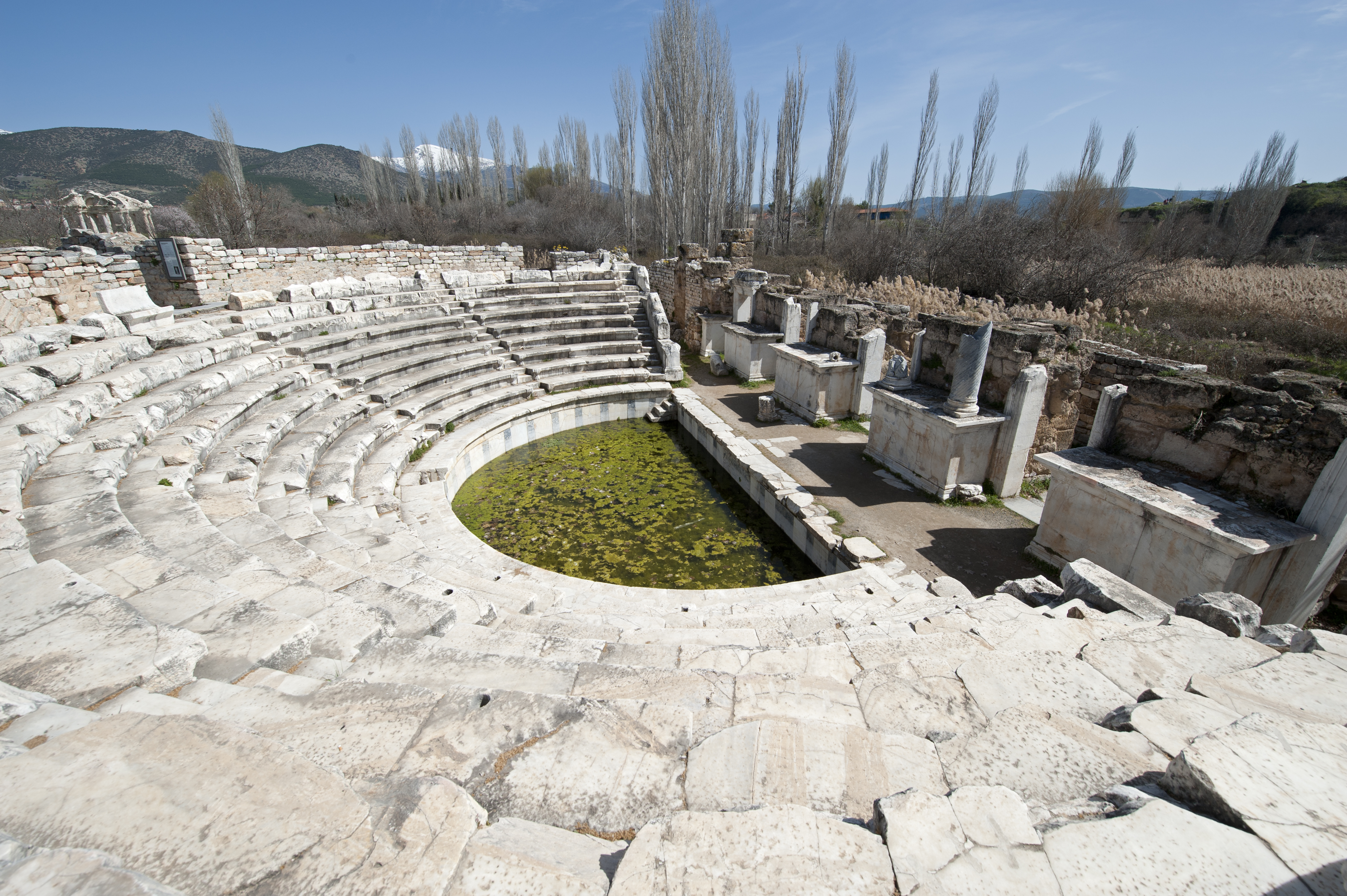
El odeón o buleterión.
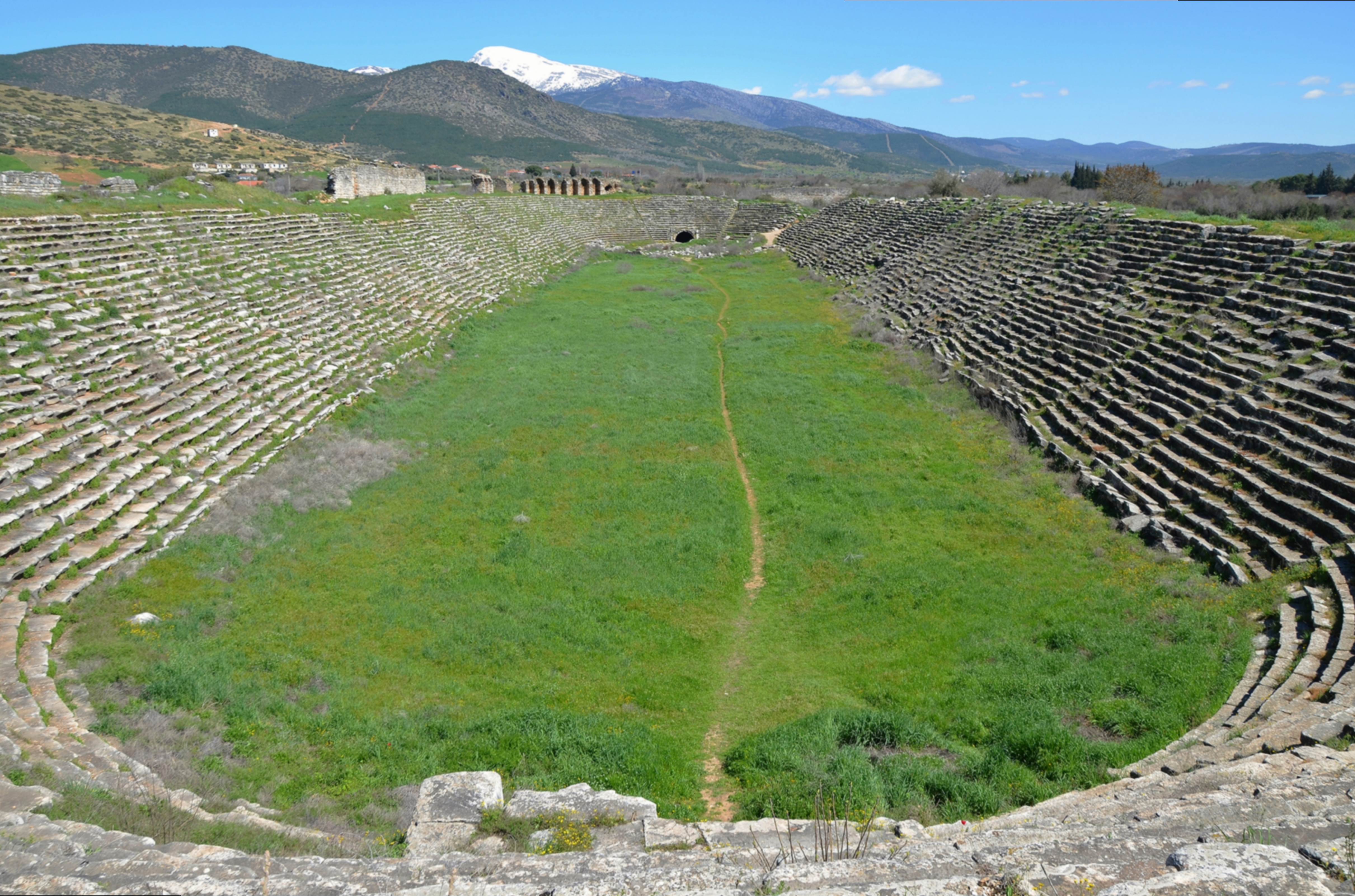
El estadio de Afrodisias.
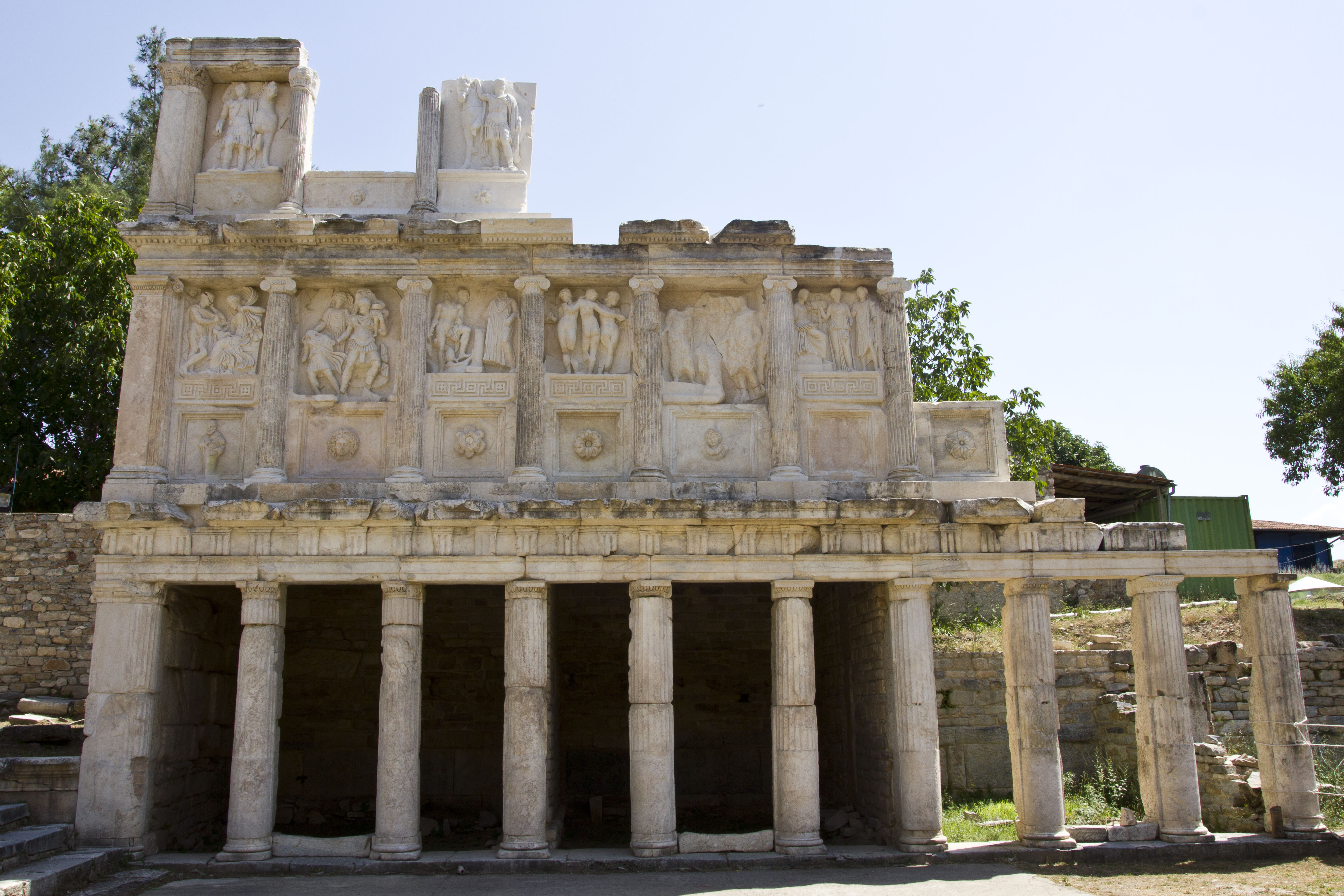
El Sebasteión
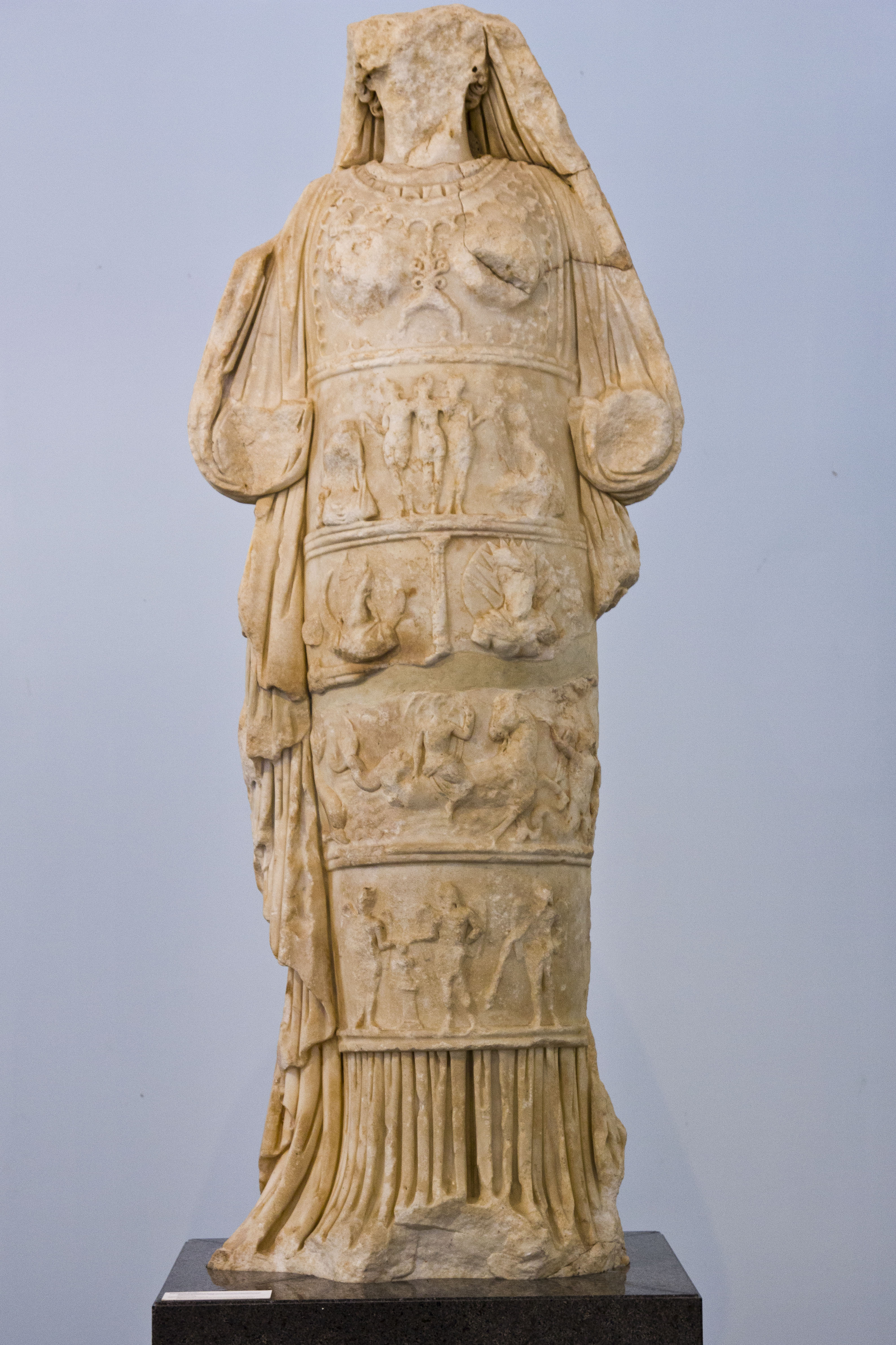
La estatua de Afrodita de Afrodisias
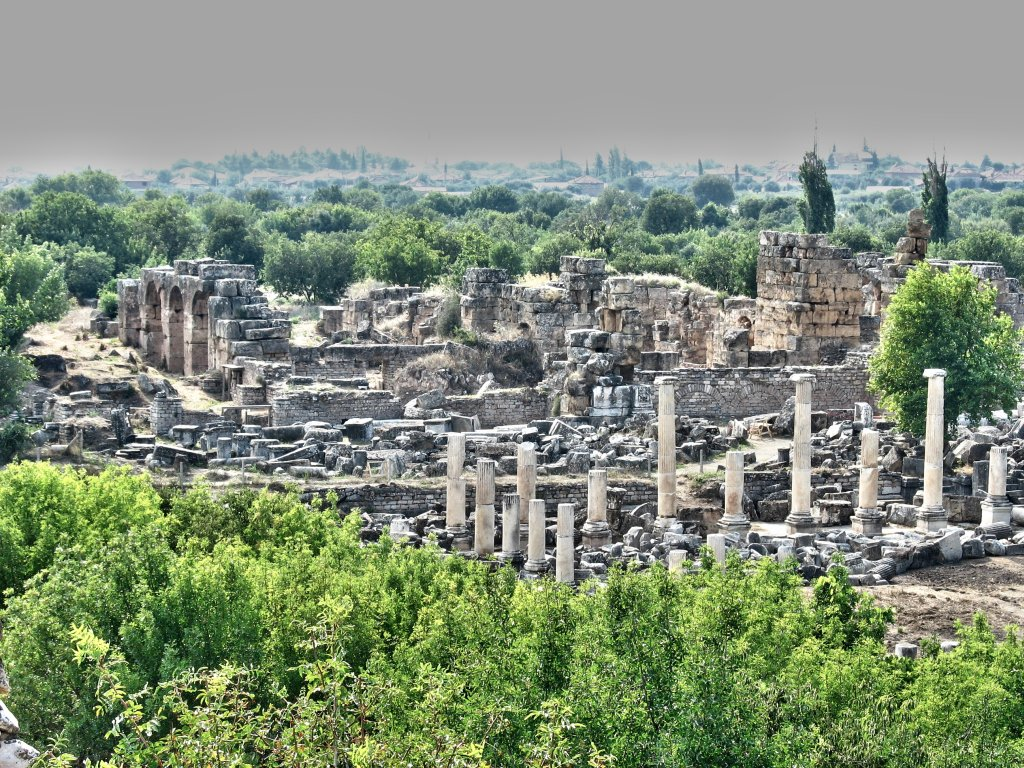
Las termas de Adriano en Afrodisias